# Cathleen Sutherland
Cathleen Sutherland é uma produtora de cinema estadunidense. Foi indicado ao Oscar de melhor filme na edição de 2015 pela realização de Boyhood, ao lado de Richard Linklater.

## Prêmios e indicações
- Indicado: Oscar de melhor filme - Boyhood (2014)